# Amparo II (São Tomé und Príncipe)
Amparo II (früher Roça Amparo II°) ist eine alte Plantage (Roça) im Distrikt Mé-Zóchi auf der Insel São Tomé im Inselstaat São Tomé und Príncipe. 2012 wurden 105 Einwohner gezählt.

## Geschichte
Amparo II war eine Niederlassung der Roça Santa Margarida mit einem zweistöckigen Krankenhaus, das noch erhalten ist. Die Bauweise war vom Typ roça-terreiro, d. h. um einen zentralen Hof herum organisiert. Sie zeichnet sich durch ein zweistöckiges Haupthaus (casa principal) und hölzerne Wohnräume für die Bediensteten (sanzalas) aus.

## Verkehr
Bei Amparo II gab es eine Haltestelle der Caminho-de-Ferro de São Tomé.